# Iglesia de San Martín (Trujillo)
La iglesia de San Martín es un templo parroquial católico de origen medieval ubicado en la ciudad española de Trujillo, en la provincia de Cáceres. Se encuentra situada en uno de los ángulos de la Plaza Mayor.

## Descripción
Su construcción se comienza en el siglo XIV, y se continúa durante más de una centuria, siendo acabada con importantes modificaciones sobre su traza inicial durante la segunda mitad del siglo XVI, hacia el año 1564.
Por ello cuenta con elementos arquitectónicos que son propios del gótico, en su cuerpo y estructura principal, y también del renacimiento, en las obras realizadas en su última etapa constructiva. Consta de una sola y amplia nave realizada en piedra de sillería y cubierta con bóvedas de crucería estrellada; con capillas entre los contrafuertes, que en su parte superior se muestran claramente al exterior.
Documentalmente consta la intervención en esta iglesia del arquitecto Sancho de Cabrera, que trabajó en la nave, la torre y el coro. En su interior cuenta con importantes sepulcros renacentistas pertenecientes a distintas familias importantes del municipio.
El exterior queda dominado por el gran volumen de su recia estructura de piedra sobre gradas. En él se incluye una sencilla portada renacentista a los pies, situada entre una sobria torre de base cuadrada a un lado y una fina torrecilla poligonal con reloj al otro; esta, abierta superiormente y rematada con chapitel piramidal.
Al igual que la iglesia de Santiago, la de San Martin fue durante cierto tiempo el lugar donde se reunía el Concejo de Trujillo